# Coby White
Alec Jacoby White, detto Coby (Goldsboro, 16 febbraio 2000), è un cestista statunitense, professionista nella NBA con i Chicago Bulls.

## Caratteristiche tecniche
Di ruolo playmaker, ha più propensione per segnare che per fornire assist.

## Carriera

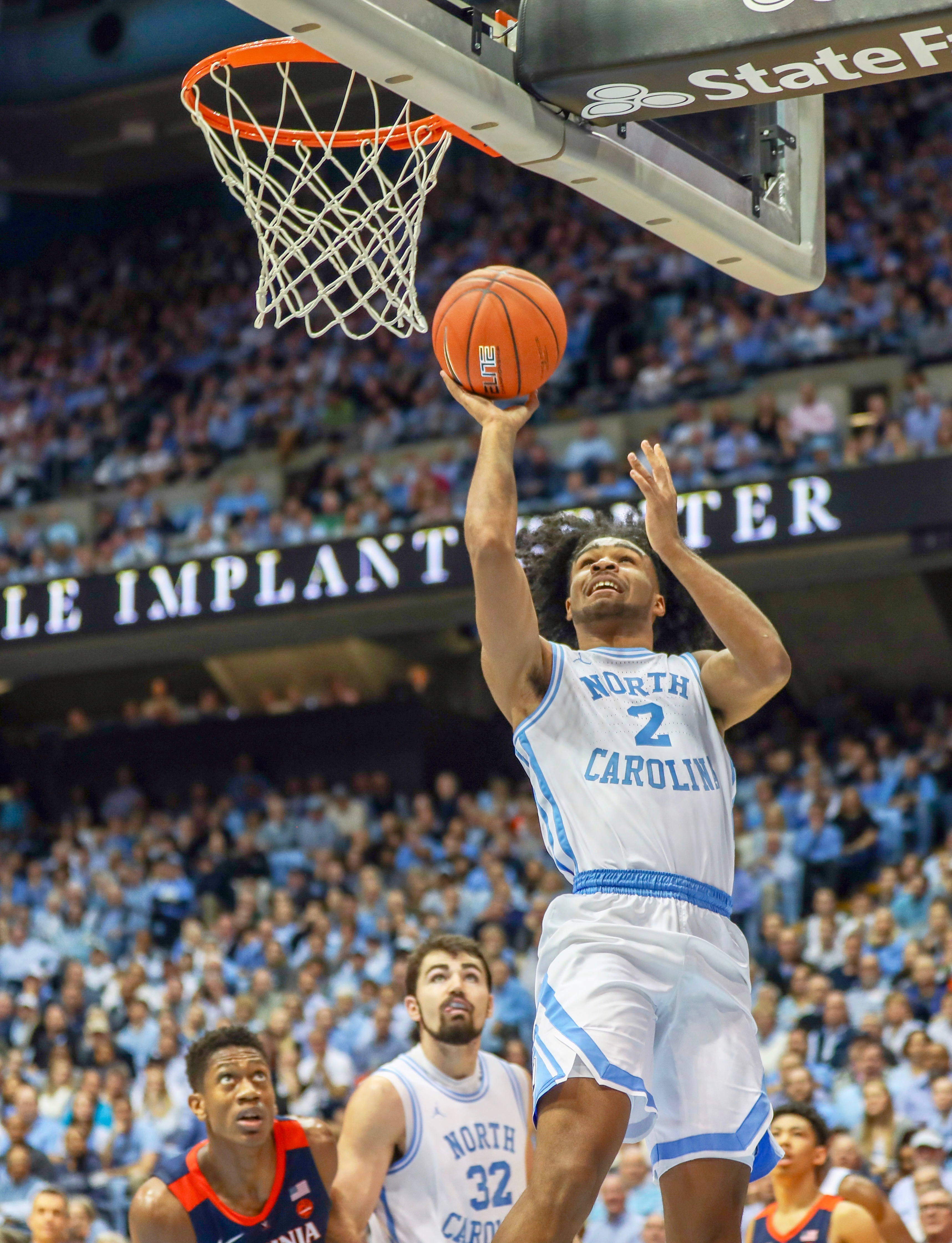
Coby White al tiro con la maglia di North Carolina

### NCAA
Nel 2018 è andato a giocare nei North Carolina Tar Heels, dove disputò una buona annata arrivando a superare Michael Jordan per punti segnati da un giocatore dei Tar Heels nell'anno da freshman il 5 marzo. Termina la sua stagione con 16,1 punti, 3,5 rimbalzi e 4,1 assist in 35 partite disputate.

### NBA

#### Chicago Bulls (2019-)
Dopo essersi dichiarato eleggibile per il Draft NBA 2019, viene selezionato come settima scelta dai Chicago Bulls. Ciò lo rende il primo giocatore proveniente dall'Università del North Carolina ad essere scelto dai Bulls al primo round del draft sin da Michael Jordan nel 1984. Il 1º luglio firma il suo contratto da rookie con i Bulls. White ha partecipato alla NBA Summer League 2019 dove ha avuto una media di 15 punti, 5,6 rimbalzi e 4,8 assist a partita. Il 23 ottobre 2019, White ha fatto il suo debutto in NBA, entrando dalla panchina nella sconfitta contro gli Hornets 126-125, realizzando 17 punti, 3 rimbalzi e 7 assist. Il 12 novembre 2019, White mette a segno  sette triple nella quarto quarto contro i Knicks, battendo il record della franchigia di Chicago per aver realizzato il maggior numero di triple in un singolo quarto.

## Statistiche

### NCAA
| Anno      | Squadra             | PG | PT | MP   | TC%  | 3P%  | TL%  | RP  | AP  | PRP | SP  | PP   |
| --------- | ------------------- | -- | -- | ---- | ---- | ---- | ---- | --- | --- | --- | --- | ---- |
| 2018-2019 | N. Carol. Tar Heels | 35 | 35 | 28,5 | 42,3 | 35,3 | 80,0 | 3,5 | 4,1 | 1,1 | 0,3 | 16,1 |
| Carriera  | Carriera            | 35 | 35 | 28,5 | 42,3 | 35,3 | 80,0 | 3,5 | 4,1 | 1,1 | 0,3 | 16,1 |

#### Massimi in carriera
- Massimo di punti: 34 vs Syracuse (26 febbraio 2019)[6]
- Massimo di rimbalzi: 7 (3 volte)
- Massimo di assist: 8 (3 volte)
- Massimo di palle rubate: 4 vs Virginia Tech (21 gennaio 2019)
- Massimo di stoppate: 3 vs Duke (9 marzo 2019)
- Massimo di minuti giocati: 38 vs Duke (15 marzo 2019)

### NBA

#### Regular Season
| Anno      | Squadra       | PG  | PT  | MP   | TC%  | 3P%  | TL%  | RP  | AP  | PRP | SP  | PP   |
| --------- | ------------- | --- | --- | ---- | ---- | ---- | ---- | --- | --- | --- | --- | ---- |
| 2019-2020 | Chicago Bulls | 65  | 1   | 25,8 | 39,4 | 35,4 | 79,1 | 3,5 | 2,7 | 0,8 | 0,1 | 13,2 |
| 2020-2021 | Chicago Bulls | 69  | 54  | 31,2 | 41,6 | 35,9 | 90,1 | 4,1 | 4,8 | 0,6 | 0,2 | 15,1 |
| 2021-2022 | Chicago Bulls | 61  | 17  | 27,5 | 43,3 | 38,5 | 85,7 | 3,0 | 2,9 | 0,5 | 0,2 | 12,7 |
| 2022-2023 | Chicago Bulls | 74  | 2   | 23,4 | 44,3 | 37,2 | 87,1 | 2,9 | 2,8 | 0,7 | 0,1 | 9,7  |
| 2023-2024 | Chicago Bulls | 79  | 78  | 36,5 | 44,7 | 37,6 | 83,8 | 4,5 | 5,1 | 0,7 | 0,2 | 19,1 |
| 2024-2025 | Chicago Bulls | 74  | 73  | 33,1 | 45,3 | 37,0 | 90,2 | 3,7 | 4,5 | 0,9 | 0,2 | 20,4 |
| Carriera  | Carriera      | 422 | 225 | 29,8 | 43,3 | 36,9 | 86,5 | 3,6 | 3,8 | 0,7 | 0,2 | 15,2 |

#### Play-off
| Anno     | Squadra       | PG | PT | MP   | TC%  | 3P%  | TL%  | RP  | AP  | PRP | SP  | PP  |
| -------- | ------------- | -- | -- | ---- | ---- | ---- | ---- | --- | --- | --- | --- | --- |
| 2022     | Chicago Bulls | 5  | 0  | 19,6 | 33,3 | 27,6 | 80,0 | 3,4 | 1,8 | 0,2 | 0,0 | 8,4 |
| Carriera | Carriera      | 5  | 0  | 19,6 | 33,3 | 27,6 | 80,0 | 3,4 | 1,8 | 0,2 | 0,0 | 8,4 |

#### Massimi in carriera
- Massimo di punti: 36 vs Sacramento Kings (6 gennaio 2021)[7]
- Massimo di rimbalzi: 10 (3 volte)
- Massimo di assist: 13 vs Los Angeles Clippers (10 gennaio 2021)
- Massimo di palle rubate: 4 (3 volte)
- Massimo di stoppate: 2 (2 volte)
- Massimo di minuti giocati: 44 vs Oklahoma City Thunder (15 gennaio 2021)

## Palmarès
- Second-team All-ACC (2019)
- McDonald's All-American (2018)
- Jordan Brand Classic (2018)
- North Carolina Mr. Basketball (2018)
- NBA All-Rookie Second Team (2020)